# Cançó de Santa Fe

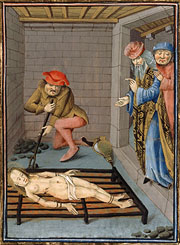
Martiri de santa Fe en una il·lustració medieval

La Cançó o Cançon de santa Fe és un poema hagiogràfic medieval relatiu a santa Fe d'Agen, elaborat per un autor anònim entre 1054 i 1076 i, per tant, alguns anys anterior a la lírica trobadoresca, cosa que el converteix en una de les més antigues manifestacions literàries en una llengua romanç, tot i que es discuteix si s'ha d'assignar a la llengua occitana o a la catalana.

## Forma i assumpte
El poema consta de 593 versos octosíl·labs, dividit en 49 sèries monorimes, i presenta la primera manifestació de la combinació de la poesia lírica i la dansa en una llengua romanç. L'obra es conserva en un sol manuscrit a la Biblioteca Universitària de Leiden (Països Baixos) i fou publicat per primera vegada per José Leite de Vasconcelos, el 1902.
La Cançó és una narració versificada del martiri de santa Fe d'Agen (ca. 300), el seu suplici i el càstig que varen rebre els seus botxins: Dioclecià i Maximià i, probablement, es tracta d'una versió del text llatí Passio sanctorum Fidis et Caprisii, citada en De mortibus persecutorum de Lactanci i avui perduda.
Elisabeth P. Work divideix l'obra en dues parts distintes: la primera respon a una hagiografia convencional que n'ocupa les primeres 41 sèries, basada en les fonts tradicionals i una original cançó de felonia corresponent a les vuit finals. La primera part, eloqüent i refinada, i la segona, mediocre i feixuga, a la manera del lai narratiu, mostra la indignació pels fets criminals que s'hi descriuen. En tot cas, la llengua és coherent ortogràficament, lèxicament i rítmica en relació amb la resta del poema.

## Lloc i llengua de la composició
La Cançó de santa Fe ha estat objecte de debat sobre el seu lloc de composició i, en conseqüència, la llengua a què ha de ser assignada; per una banda, a causa de la llengua i el territori descrit, l'autor havia de ser del vessant nord dels Pirineus i no gaire lluny de la mar Mediterrània; això redueix l'àmbit geogràfic probable al Rosselló i la Septimània, i així els distints autors l'han assignada a Narbona, a Sant Miquel de Cuixà o Sant Martí del Canigó (Rosselló), i d'altres, menys concloents, a algun altre lloc d'Occitània molt pròxim a les terres catalanes del nord.
Les distintes opcions territorials estan vinculades a l'opció de la llengua del poema i a la constatació que al segle xi el català i l'occità eren llengües molt pròximes, més quan el poema, tot i el seu origen culte, encara no està sotmès a l'artificialitat de la llengua trobadoresca, molt allunyada de la llengua parlada, cosa que, de manera anàloga a com succeí amb la renovatio carolingea, contribuirà al seu distanciament en les properes centúries. Si bé cal fer esment que entre el català i l'occità llenguadocià les diferències són més accentuades en l'ortografia que en l'expressió oral.
Però els estudiosos han estat cautelosos a ser excessivament taxatius, així: Antoine Thomas afirma, després d'haver estudiat les característiques dialectals del poema, que cal prendre en consideració el Narbonès, el Llenguadoc, la Provença, el Carcí i el Rosselló, tot i que finalment i amb reserves es decanta per Narbona. Martí de Riquer diu que «hom no pot afirmar la catalanitat d'aquest bell i ingenu poema d'una manera indubtable, ara com ara». Jeanroy el situa en els confins del Baix Llenguadoc i la Cerdanya. E. Hoepfner afirma que el text no és català, però certament fou elaborat en els confins immediats de la seva frontera lingüística que el separa del llenguadocià. P. Alfaric, en la mateixa publicació que l'anterior, afirma que fou redactat a Sant Miquel de Cuixà, opinió que comparteix A. Roncaglia. Pel que fa a la tradició del text, aquest havia estat considerat, pels que l'havien estudiat a Holanda, com català o «vell espanyol», fins i tot atribuït a Ausiàs March.
En favor de l'opció catalana, predominen els arguments sociològics i geogràfics: les relíquies de la santa es troben a Sant Miquel de Cuixà, el nom de Fides era molt freqüent al Rosselló, els sants que s'hi citen eren objecte d'especial veneració en aquelles contrades, així com s'hi corresponen les plantes, les flors, les fruites i el paisatge que s'hi descriu. L'autor també fa moltes referències a la Cerdanya, la Vall d'Aran, Aragó i Bascònia, terres amb què mostra una alta familiaritat, cosa que no succeeix amb la descripció de la ciutat d'Agen (entre Tolosa i Bordeus).
Per contra, l'opció occitana es basa en el fet que gran part de les formes lingüístiques i ortogràfiques adoptades són les que acabaran prosperant definitivament en l'occità. Lluís Fornés planteja la hipòtesi que la Cançó de santa Fe podria haver-se escrit a Limós, a vint-i-cinc quilòmetres al sud de Carcassona, ciutat famosa per les seues esglésies i convents, lloc d'una gran espiritualitat, d'on va prendre nom la llengua que més tard produiria la civilització trobadoresca; aquella llengua es denominava limosina —la palatalització llemosina i la idea que pot vindre de Llemotges, lloc on apareixen els primers trobadors, encara que és la més coneguda, probablement no és la més exacta. És normal que el nom de la llengua vinguera de tradició religiosa cristiana, més que no trobadoresca, pagana. Per tant, llengua limosina és aquella que actualment s'estén entre Guéret, al nord de Llemotges i Guardamar, al sud d'Alacant, la qual es considerava que havia nascut amb el primer document en una llengua neollatina. La Cançó de santa Fe, escrita a Limós, d'on prengué el nom: llengua limosina, la llengua del primer document, anterior als trobadors. Segons aquest autor, els interessos polítics secessionistes devien haver enterbolit la visió correcta del concepte. La llengua limosina, per a Lluís Fornés, àlies el Sifoner (i més que probable autor d'aquest paràgraf), és la que actualment, i a partir de l'estructuralisme, s'anomena diasistema occitanoromà, en referència al seu sistema unitari que se situa entre el gal·loromà i l'iberoromà.

## La difusió de laCançó de santa Fe
Al final del pròleg de la cançó, apareixen uns versos sobre la regió on la veneració de la santa era gran: 
| « | Tota Basconn'et Aragons e l'encontrada delz gascons sabon qals es aqist canczons, o ss'es ben vera·sta razons… | Tota Bascònia i Aragó i l'encontrada dels Gascons, saben quina és aquesta canço, i si és ben ver aquesta raó… | » |

A l'església de l'abadia de Santa Fe de Concas, a Concas (Avairon), aquesta cançó era cantada amb voluntat de recordar la passió de la santa per aquells que no coneixien el llatí.